# Елемесова, Жамиля Токтарбековна
Жамиля Токтарбеккызы Елемесова (8 марта 1939, Талдыкурганская область, Каратальский район, Коксу аул) - филолог, педагог, ректор Казахского государственного женского педагогического института.

## Трудовая деятельность
- В 1968 году окончила филологический факультет Казахского государственного женского педагогического института.
- В 1978 году защитила кандидатскую диссертацию по педагогике.
- С 1978 по 1984 год работала директором Алматинского педагогического училища. Является автором трудов по проблемам методики преподавания и воспитания в средних школах и дошкольных учреждениях, дидактических работ для учителей по проблемам начальной школы и педагогического образования.
- В 1984 — 1988 годы Ж.Т. Елемесова была ректором Казахского государственного женского педагогического института. Под ее руководством построена библиотека, общежития, учебный корпус с лекционными аудиториями с современными технологиями и оборудованием, спортивный комплекс. [1]

## Награды
За плодотворную образовательную и просветительскую работу награждена грамотами Верховного Совета Казахской ССР, медалью «Ветеран Труда».